# Edward Tronick
Edward Tronick ist ein emeritierter US-amerikanischer Entwicklungspsychologe und Psychoanalytiker, bekannt für seine Untersuchungen zur Mutter-Kind-Bindung aus den 1970er und 1980er Jahren. Untersuchungsmethode war hauptsächlich das Still-face-Experiment (Experimente mit ausdruckslosem Gesicht). Untersucht wurden die Reaktionen kleiner Kinder auf das Unterbrechen und die Wiederaufnahme einer liebevollen Situation zwischen Bezugsperson und Kind. Edward Tronick ist Direktor der Abteilung für Entwicklungspsychologie und Professor an der Universität von Massachusetts, Boston. Zusammen mit Kristie Brandt gründete er eine interdisziplinäre Weiterbildungseinrichtung zur Eltern-Kind-Interaktion mit Babys und kleinen Kindern von 0 bis 3 Jahren.

## Forschung
Zusammen mit dem Kinder- und Jugendmediziner T. Berry Brazelton untersuchte er Neugeborene bis zum Alter von zwei Monaten. Das bekannteste der dabei entwickelten Experimente ist das Still-face-Experiment. Dabei wird eine liebevolle Kontaktsituation von Angesicht zu Angesicht zwischen Bezugsperson und Kind für eine kleine Weile unterbrochen. Die Mutter wendet sich ab und zeigt dem Kind dann ein versteinertes, ausdruckloses Gesicht. Das Kind reagiert darauf in verschiedenen Phasen: zunächst versucht es mit verschiedensten Methoden wieder die Aufmerksamkeit der Mutter zu bekommen, schließlich reagiert es mit körperlichem und emotionalem Rückzug.
Diese Situation simuliert Interaktionen depressiver Mütter oder aus anderen Gründen unsicher gebundener, nicht ausreichend feinfühliger Mütter. Langfristig können derartige Abbrüche, Vernachlässigungen und Misshandlungen zu Kontaktstörungen und tieferen psychischen Störungen führen.
Im deutschen Sprachraum bekannter wurden die Arbeiten zur Bindungstheorie von John Bowlby, Mary Ainsworth, dem Ehepaar Grossmann u. a. Die dabei verwendete Untersuchungsmethode ist die Fremde Situation.

In einem Vortrag, fasst Tronick die essentiellen Postulate seiner Arbeit so zusammen:

„Das gemeinsame, ko-kreative Schaffen eines neuen Sinns stellt die Beziehung her. Es ist nicht die Beziehung, die den Sinn erzeugt. Es mag notwendig sein „mit dem anderen zu sein“, „empathisch zu sein“, „präsent zu sein“, all das ist aber nicht ausreichend, um eine Beziehung aufzubauen oder eine therapeutische Veränderung einzuleiten. Ein aktiver gemeinsamer diadischer Bewußtseinszustand, das Erzeugen eines neuen Sinns, initiiert den Veränderungsprozess, den Prozess des Beziehungsaufbaus und erlaubt es, den anderen kennenzulernen.“

## Veröffentlichungen
- Infant curriculum : the Bromley-Heath guide to the care of infants in groups, mit Patricia Marks Greenfield, New York : Media Projects, 1973
- The Brazelton Neonatal Behavioral Assessment Scale (BNBAS), with Heidelise Als, Barry M. Lester, T. Berry Brazelton, Journal of Abnormal Child Psychology, 1977
- Babies as people : new findings on our social beginnings, mit Lauren Adamson, New York : Collier Books, 1980
- Social interchange in infancy : affect, cognition, and communication, Baltimore : University Park Press, 1982
- Maternal depression and infant disturbance, mit Tiffany Field, San Francisco : Jossey-Bass, 1986
- Infant-mother face-to-face interaction: Age and gender differences in coordination and the occurrence of miscoordination, mit J.F. Cohn, Child Development, 1989
- Stimulation and the preterm infant : the limits of plasticity, mit Barry M Lester, Clinics in Perinatology, v. 17, n°1, Philadelphia : Saunders, 1990
- Infant’s affective reactions to the resumption of maternal interaction after the still face, mit M. Katherine Weinberg, Child Development, 67, 1996
- (coll.) Dyadically expanded states of consciousness and the process of therapeutic change, Infant Mental Health Journal, 1998
- The Neurobehavioral and Social-emotional Development of Infants and Children, W. W. Norton & Company, 2007, 571 S.
- Multilevel meaning making and dyadic expansion of consciousness theory: The emotional and the polymorphic polysemic flow of meaning, in D.Fosha , D.J. Siegel, M. Solomon (éd.) The healing power of emotion: Affective neuroscience, development, and clinical practice, New York, NY: Norton; 2008,
- Quotidian resilience: exploring mechanisms that drive resilience from a perspective of everyday stress and coping, mit J.A. DiCorcia, Neurosci Biobehav Rev. 2011, June, 35(7):1593-602
- Do patient characteristics, prenatal care setting, and method of payment matter when it comes to provider-patient conversations on perinatal mood?, mit C.H. Liu, Matern Child Health J., 2012, July, 16(5):1102-1112,
- (coll.) Teaching and learning with infants and toddlers where meaning-making begins, New York : Teachers College, Columbia University, 2015
- The Power of Discord, mit Claudia M. Gold, Little, Brown Spark, 2020